# Katrin Göringová-Eckardtová
Katrin Göringová-Eckardtová, nepřechýleně Katrin Dagmar Göring-Eckardt, rozená Eckardt (* 3. května 1966 Friedrichroda), je německá politička (Svaz 90/Zelení). 

## Život a kariéra
Její rodiče byli učitelé tance. Po maturitě začala studovat protestantskou teologii na Lipské univerzitě, kterou v roce 1988 opustila. Poté pracovala jeden nebo dva roky jako pomocná síla v kuchyni.

### Politická činnost
Po pádu Berlínské zdi v roce 1989 se připojila k Demokratischer Aufbruch a k hnutí Demokratie Jetzt. Vstoupila do Bündnis 90 a po sjednocení do strany Svaz 90/Zelení. Pracovala ve frakci své strany v zemském sněmu Durynska a zastávala různé funkce ve stranických strukturách strany.
Od roku 1998 je členkou Německého spolkového sněmu (německy Deutscher Bundestag); v letech 2005 až 2013 a 2021 až 2025 byla jeho místopředsedkyní. V letech 2002 až 2005 (vedle Kristy Sagerové) a od roku 2013 do roku 2013 (vedle Antona Hofreitera) byla v Bundestagu spolupředsedkyní poslaneckého klubu své strany. Ve své straně je považována za hodnotově konzervativní realistku.

### Působení v evangelické církvi
V průběhu let Katrin Göringová-Eckardtová vystřídala v evangelické cítkkvi církvi řadu úřadů a funkcí. V roce 2007 byla zvolena do prezidia Německého evangelického církevního kongresu (německy Deutscher Evangelischer Kirchentag – DEKT), na období šesti let. V roce 2011 jako prezidentka předsedala 33. německému evangelickému církevnímu kongresu v Drážďanech. V letech 2009 až 2013 byla předsedkyní Synodu evangelické církve v Německu. Od roku 2013 je členkou výkonné rady tohoto synodu.